# André Rankel
André Rankel (ur. 27 sierpnia 1985 w Berlinie) – niemiecki hokeista, reprezentant Niemiec.

## Kariera klubowa
- BSC Preussen (2000-2003)
- Eisbären Berlin (2003-2020)

Uczestniczył w turniejach mistrzostw świata do lat 17 edycji 2002, mistrzostw świata juniorów do lat 18 edycji 2003, mistrzostw świata juniorów do lat 20 edycji 2004, 2005 oraz seniorskich mistrzostw świata edycji, 2007, 2008, 2009, 2010, 2011, 2012, 2013, zimowych igrzysk olimpijskich 2010.
Pod koniec listopada 2020 ogłoszono zakończenie jego kariery.

## Sukcesy
Reprezentacyjne
- Awans do Elity mistrzostw świata do lat 20: 2004

Klubowe
- Złoty medal mistrzostw Niemiec: 2005, 2006, 2008, 2009, 2011, 2012, 2013 z Eisbären Berlin
- Srebrny medal mistrzostw Niemiec: 2004, 2018 z Eisbären Berlin
- Puchar Niemiec: 2008 z Eisbären Berlin
- European Trophy: 2010 z Eisbären Berlin